# Kochiura
Kochiura es un género de arañas de la familia Theridiidae, orden Araneae. Fue descrito por el americano Allan Frost Archer en 1950.

## Especies
- Kochiura attrita (Nicolet, 1849)
- Kochiura aulica (C. L. Koch, 1838)
- Kochiura casablanca (Levi, 1963)
- Kochiura decolorata (Keyserling, 1886)
- Kochiura ocellata (Nicolet, 1849)
- Kochiura olaup (Levi, 1963)
- Kochiura rosea (Nicolet, 1849)
- Kochiura temuco (Levi, 1963)